# Dolerotricha flabellifera
Dolerotricha flabellifera är en fjärilsart som beskrevs av Hans Rebel 1896. Dolerotricha flabellifera ingår i släktet Dolerotricha och familjen stävmalar. Inga underarter finns listade i Catalogue of Life.